# Gravidanze pericolose
Gravidanze pericolose è un film del 2015 diretto da Lee Friedlander ed ispirato ad una storia vera.

## Trama
La diciassettenne Amanda resta sconvolta nell'apprendere che il suo ragazzo Connor ha messo incinta Heather, nuova studentessa della scuola. Il suo shock aumenterà quando scoprirà di essere anch'essa incinta del ragazzo. Nonostante Connor faccia di tutto per essere presente nella vita delle due ragazze, tra di esse scoppierà una vera e propria guerra.